# ویرگیلیو مانتگاززا
ویرگیلیو مانتگاززا (انگلیسی: Virgilio Mantegazza; ۳۰ ژانویهٔ ۱۸۸۹ – ۳ ژوئیهٔ ۱۹۲۷) ورزشکار شمشیربازی اهل پادشاهی ایتالیا بود.
وی در مسابقات کشوری و بین‌المللی در مجموع برندهٔ ۱ مدال برنز شده‌است.